# 伴友足
伴 友足（とも の ともたり）は、平安時代初期の貴族。官位は従四位上・左衛門佐。

## 経歴
延暦22年（803年）内舎人、弘仁年間初頭に左衛門大尉を経て、弘仁5年（814年）従五位下・右兵衛佐に叙任されるなど嵯峨朝では武官を歴任する。弘仁13年（822年）従五位上。
淳和朝でも右兵衛佐・左衛門佐と引き続き武官を務めた。天長10年（833年）正月に正五位下に叙せられると、同年3月の仁明天皇の即位に伴って従四位下と続けて昇叙される。承和8年（841年）従四位上に至る。承和10年（843年）1月5日卒去。享年66。最終官位は散位従四位上。

## 人物
公平で素直な性格で、世人の心情を恐れることがなかった。非常に武芸に優れ、特に鷹や犬を愛好した。死に際しては自ら死期を悟り、沐浴束帯して病むことなく没した。有識者はこれを格別な様であるとし、人々からは生死のことがよく判っていると評されたという。

## 逸話
百済王勝義と同じ時に狩猟を行ったが、心の配りようがそれぞれ異なっていた。勝義が鹿を仕留めた際に必ずしもその肉を人に分け与えなかった一方、友足は御贄として天皇に献上し、その余りは遍く諸大夫に分け与え、一片の肉も残さなかった。そこで諸大夫らは戯れに、友足が閻魔大王の所に至り地獄へ送られたなら、我々が必ず救い脱出させるが、勝義が間違って浄土に送られたならば、我々が訴え出て地獄に送ってしまおう、と言ったという。

## 官歴
『六国史』による。
- 延暦22年（803年） 日付不詳：内舎人
- 弘仁年間初頭：左衛門大尉
- 時期不詳：正六位上
- 弘仁5年（814年） 7月1日：従五位下、右兵衛佐
- 弘仁13年（822年） 正月7日：従五位上
- 弘仁14年（823年） 4月28日：大伴宿禰姓から伴宿禰姓へ改姓
- 天長6年（829年） 日付不詳：兼加賀守。日付不詳：遠江守。日付不詳：常陸介。10月：左衛門佐
- 天長10年（833年） 正月7日：正五位下。3月6日：従四位下
- 承和8年（841年） 11月20日：従四位上
- 承和10年（843年） 正月5日：卒去（散位従四位上）